# Роджер Ґрейсі
Роджер Ґрейсі-Ґомес (порт. Roger Gracie-Gomes; *26 вересня 1981, Ріо-де-Жанейро, Бразилія), більше відомий як Ходжер Ґрейсі — бразильський і британський спортсмен; борець дзюдзюцу, греплер і спеціаліст зі змішаних бойових мистецтв. 
Особисті досягнення в бразильському дзюдзюцу:
- шестиразовий чемпіон світу у ваговій категорії від 94 до 100 кг за версією IBJJF (2004 – 2007, 2009 – 2010 роки)
- чемпіон світу у ваговій категорії понад 100 кг за версією IBJJF (2008 рік)
- триразовий чемпіон світу у вільній ваговій категорії за версією IBJJF (2007, 2009 – 2010 роки)

Особисті досягнення в греплінгу:
- чемпіон світу у ваговій категорії від 88 до 99 кг за версією ADCC (2005 рік)
- чемпіон світу у вільній ваговій категорії за версією ADCC (2005 рік)

Цікаві факти:
- Ходжер Ґрейсі походить з бразильського роду Ґрейсі (за лінією матері) і є найбільш титулованим із бійців цього клану. Його дід — Карлус Ґрейсі, один із засновників бразильського дзюдзюцу, а Хензу Ґрейсі та Хойс Ґрейсі — рідний та двоюрідний дядьки Ходжера.
- Ходжер Ґрейсі 10 разів вигравав чемпіонат світу з бразильського дзюдзюцу (IBJJF) серед чорних поясів, виступаючи у трьох вагових категоріях.
- Ходжер Ґрейсі виграв престижний світовий турнір з греплінгу (ADCC) у важкій і у вільній вазі, здолавши кожного опонента достроково — підкоренням.
- Ходжер Ґрейсі має чорний пояс і другий дан з бразильського дзюдзюцу.
- Ходжер Ґрейсі керує власною академією бразильського дзюдзюцу, яка розташована у Кенсінгтоні, престижному районі Лондона.

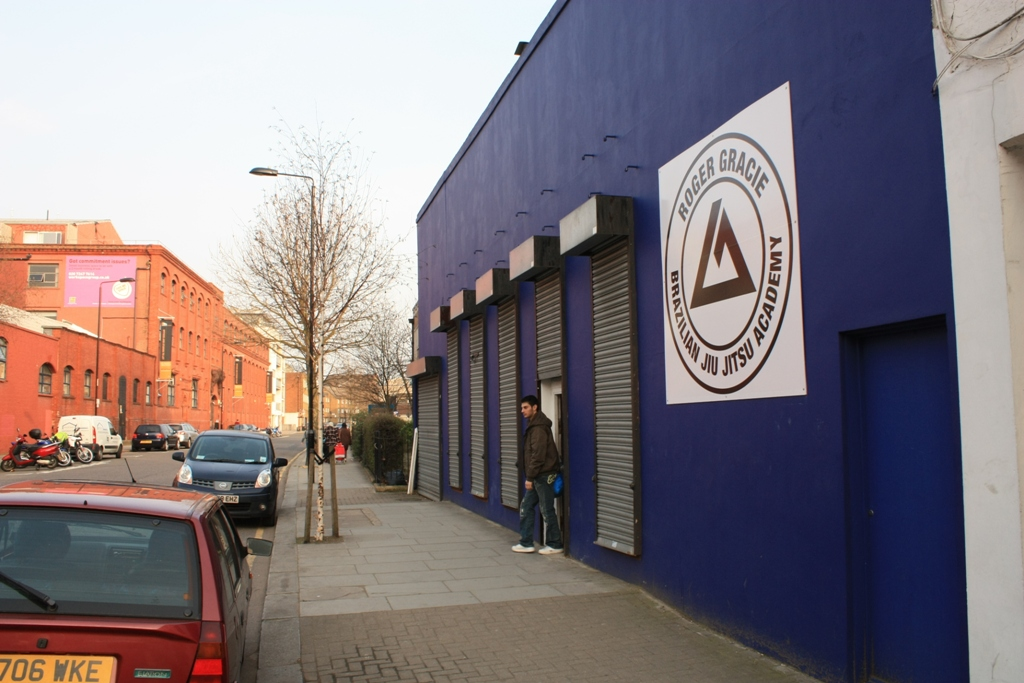
Академія бразильського дзюдзюцу, що нею керує Ходжер Ґрейсі. Кенсінгтон, Лондон, Велика Британія.